# 池袋暴走事故 (2019年)
池袋暴走事故（いけぶくろぼうそうじこ）は、2019年（平成31年）4月19日に東京都豊島区東池袋四丁目で発生した交通死傷事故。東池袋自動車暴走死傷事故とも呼称される。
乗用車を運転していた飯塚幸三（当時87歳）が、ブレーキとアクセルを踏み間違えたことによって車を暴走させ、交差点に進入。歩行者・自転車らを次々にはね、計11人を死傷させた（母子2人が死亡、同乗していた飯塚の妻を含む9人が負傷）。加害者である飯塚自身も負傷し入院したが、退院後に自動車の運転により人を死傷させる行為等の処罰に関する法律違反（過失運転致死傷）容疑で書類送検・在宅起訴された。
逮捕や容疑者呼称などに関する誤解や、SNSにおける加害者やその家族、被害者遺族への誹謗中傷も問題となったほか、高齢ドライバーの事故対策に対する日本社会の関心を高めるきっかけにもなり、高齢者の運転免許証の自主返納が増加したとされる。また本事故などを契機に、高齢ドライバーの事故対策に関する議論や法整備も進められている。

## 概要

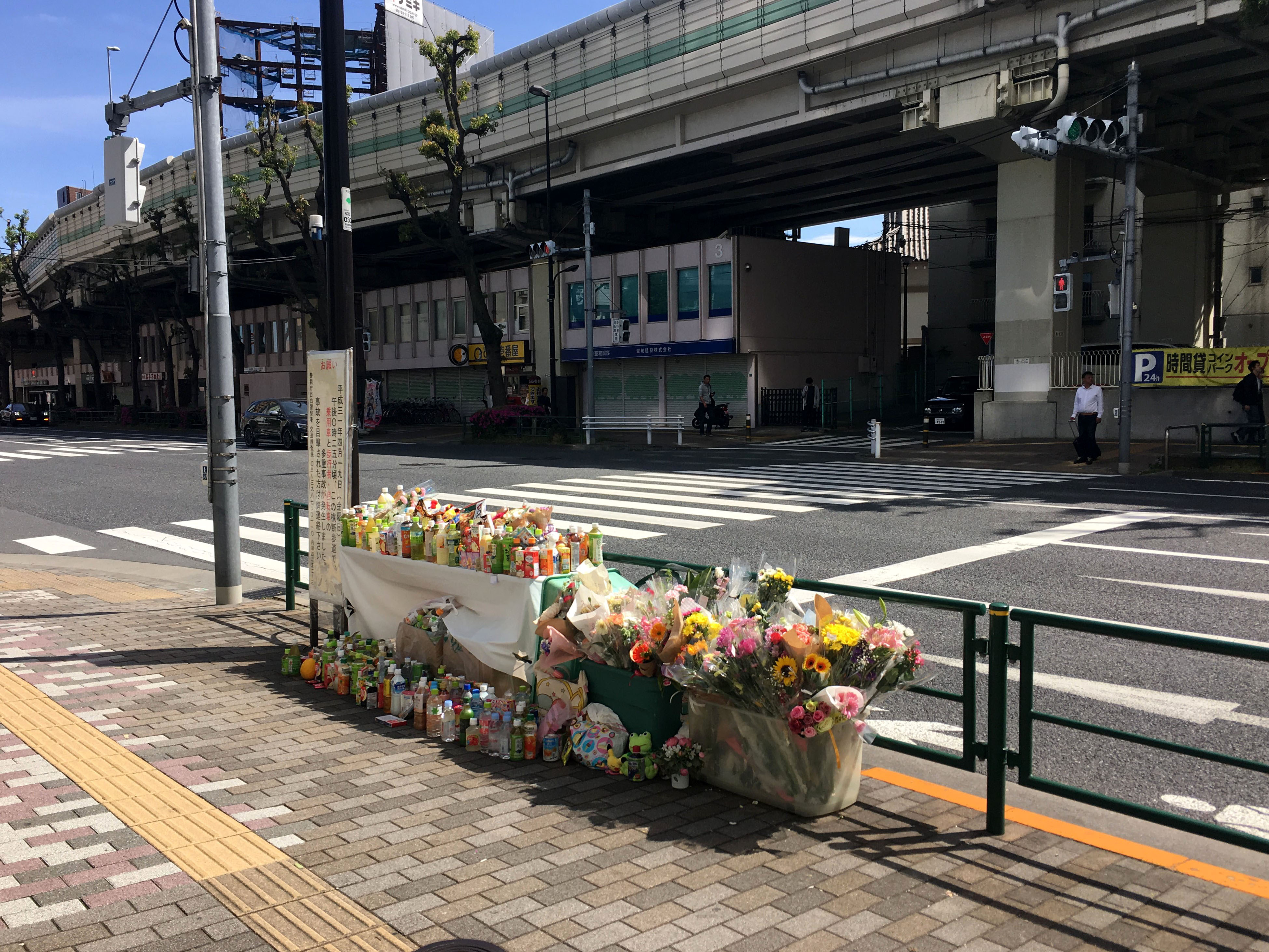
死亡した母子のために設けられた献花台（2019年4月28日撮影、2021年4月時点では撤去済み）。

2019年4月19日12時25分ごろ、東京都豊島区東池袋四丁目の東京都道（東京メトロ東池袋駅付近の交差点）で、乗用車（2008年式トヨタ・プリウス (DAA-NHW20型) ）が暴走し多重衝突事故を惹起。乗用車は赤信号を無視して交差点内の横断歩道に突っ込むなどし母子2人［女性A（当時31歳）＋Aの長女B（当時3歳）］が死亡し、飯塚を含む10人（飯塚を除くと9人）が負傷した。
車を運転していた飯塚幸三（当時87歳：無職）は、かつて通商産業省（現：経済産業省）の技官・クボタの副社長を務めていた。飯塚は事故の約1年前から脚が不自由で杖を使うこともあったが、その原因の1つとして通院先の医師はパーキンソン症候群と似た症状があると診断、飯塚本人に「運転は許可できない」と伝えていた。また、事故後に別の医師が改めて診断した結果「パーキンソン症候群の疑いがある」と判断している（事故前、事故後とも「疑い」であって明確なパーキンソン症候群という診断が出たわけではない）。被告人質問によれば、飯塚は1965年（昭和40年）に運転免許を取得して以降、事故まで日常的に運転をしていた一方、2001年（平成13年）には自転車との接触事故を起こして略式処分を受けたことがあった。
東京地方裁判所における刑事裁判で、被告人の飯塚および彼の弁護人は「車に電子系統の異常が起き、ブレーキが効かなくなった」として無罪を主張したが、検察官はその主張を否定し「事故の原因は、被告人がブレーキとアクセルを踏み間違えたことだ」として、禁錮7年（法定刑の上限）を求刑。2021年（令和3年）9月2日、東京地裁は検察側の主張（被告人による過失）を認め、禁錮5年の実刑判決を言い渡した。弁護側・検察側とも控訴せず、判決は同月17日に確定した。なお、刑務所に収容された飯塚は、2024年10月26日に老衰のため93歳で死亡した。

## 事故発生時の様子
飯塚が運転していた自動車のドライブレコーダーには、事故前後の様子が録画されていた。
事故現場付近は左カーブになっており、飯塚の車は制限速度である50 km/hを超えるスピードでカーブに進入し、前方のバイクや車を追い越すため、3回にわたり車線変更（蛇行運転）をしていた。その左カーブ付近で同乗していた飯塚の妻が夫（飯塚）に対し「危ないよ、どうしたの」と声を上げ、飯塚が「あー、どうしたんだろう」と応じた直後、車は車道左側にあった金属製の柵、縁石に衝突した。しかし、車は停車せずに急加速し、横断歩道前で自転車の男性1人（負傷）を轢くと、減速しないまま約70 m先の交差点に進入し、死亡したA・B母娘の自転車を轢いた。その直後、車はごみ清掃車両と衝突して横転させ、弾みでスピンしながら前方の横断歩道にいた歩行者4人を轢き、最終的に反対車線に停車していたトラックに衝突し、停止した。
内山三千代（警視庁交通部交通捜査課）が、事故現場付近の防犯カメラや事故車両のドライブレコーダーなどに記録された映像、その記録時間などを基に速度鑑定を実施した結果、事故車両が東池袋交番の前を通過した時点での時速は53 km/hだったが、車は直後に東池袋交差点で左折しながら加速していき、縁石に衝突する直前には69 km/hまで加速していた。車はさらに加速を続け、最初に衝突された負傷者の自転車に衝突した時点では約84 km/hに達しており、直後に死亡したAの自転車に衝突する直前には、約96 km/hまで加速していたことが推計されている。車には、横滑り時の車両姿勢制御機能であるS-VSCが装着されていた。

## 捜査
交通死亡事故では発生直後に加害者が逮捕されることは珍しくないが、本事故の加害者である飯塚は事故により胸を骨折し、救急搬送されて病院に入院した。このため、警視庁は「（飯塚を逮捕すると）身柄拘束・取り調べに耐えられない」と判断して逮捕を見送り、容態の回復を待った。その後、飯塚は5月18日（事故から約1か月後）に退院すると、目白警察署で任意の事情聴取に応じた。警視庁は証拠として事故車両を押収し、ドライブレコーダーの映像・目撃証言などを確保、飯塚が事情聴取の要請に素直に応じていたため「飯塚が逃亡・証拠隠滅を図る恐れはない」と判断し、退院後も飯塚を逮捕せず捜査した。
ドライブレコーダーの記録から、飯塚が事故直前に赤信号を2回無視していたことが判明したほか、ブレーキをかけた形跡がないことも判明した。飯塚は事故直後、息子に電話をかけ「アクセルが戻らなくなり、人をひいた」と説明したが、警視庁が調査したところ車に不具合は見つからず、エアバッグも正常に作動していた。そのため、警視庁は最終的にこの事故の原因を「運転手によるアクセルとブレーキの踏み間違い」と判断した。
警視庁交通部交通捜査課は、事故からおよそ7か月後の2019年（令和元年）11月12日に、飯塚を自動車運転処罰法違反（過失運転致死傷）容疑で東京地方検察庁へ書類送検し、東京地検は翌2020年（令和2年）2月6日に飯塚を東京地裁へ在宅起訴した。
事故現場付近の日出町第二公園（豊島区東池袋）には死亡した母娘の慰霊碑が建立され、2020年7月11日に除幕式が執り行われた。

## 裁判
飯塚は事故後、入院中に自身の息子に対し、ブレーキとアクセルを踏み間違えた可能性を示唆する発言をしたほか、最初に開かれた実況見分でも同様の供述をしていたが、公判では否認に転じ「運転していた車（トヨタ・プリウス）に技術的な欠陥があった」と主張した。
これに対し、プリウスの製造元であるトヨタ自動車は2021年（令和3年）6月21日付で「車両に異常や技術的な問題は認められなかった」とするコメントを出した。特定の交通事故についてトヨタがコメントを出すのは異例。翌7月に同社はプリウスにおける衝突回避システムに関して改善対策を届け出た。

### 刑事裁判
刑事裁判の第一審は東京地裁刑事第17部（裁判長：下津健司、陪席裁判官：兒島光夫・松下健治）が担当した。東京地裁における事件番号は令和2年特(わ)第203号。
判決公判に出廷した検察官は鈴木久美子・北村晃大の両名で、飯塚の弁護人はいずれも私選弁護人の久保俊之（主任弁護人）・藤田吉信の両名が担当した。

#### 初公判
刑事裁判の初公判は2020年（令和2年）10月8日10時から東京地裁（下津健司裁判長）で開かれ、被告人として出廷した飯塚は「心からおわび申し上げる」と謝罪した一方「ブレーキペダルと間違えてアクセルペダルを踏み続けた」とする起訴内容については「記憶にない」と否認し「車に何らかの異常が起きたと思う」と主張した。また、飯塚の弁護人も「（飯塚が）アクセルペダルを踏み続けたことはなく、車の制御システムに何らかの突発的な異常が生じた可能性がある」として無罪を主張した。一方、検察官は冒頭陳述で「飯塚は2008年（平成20年）に事故車両を新車購入したが、事故直前（2019年3月）の点検でもアクセルなどに異常は確認されておらず、事故当日の記録にも異常が起きた記録・ブレーキペダルを踏み込んだ記録はない」などと指摘し、車に異常はなかったとする証拠を複数点にわたり提示した。閉廷後、死亡した母娘の遺族（Aの夫Cと、父親D）はそれぞれ、被告人（飯塚幸三）が「車に異常があった」として自身の過失を否定した点について、記者会見で「そのような主張をするなら謝ってほしくない」「本当に妻や娘の死と向き合っているとは思えない」と批判した。

#### 証拠調べ
第2回公判（2020年12月3日）では事故を目撃した3人の証人尋問が行われ、3人はいずれも「事故当時、加害車両は相当な速度を出しており、減速した様子はなかった。ブレーキランプも点灯していなかった」という趣旨の証言をした。一方、弁護人は第3回公判（12月14日）で行われた冒頭陳述で、検察官の主張に反論する形で「被告人はアクセルを踏んでいなかったにもかかわらず、エンジンの回転数が上がって車が加速した。被告人はアクセルを目視で確認してブレーキを踏んだが、車は減速しなかった」「電気系統のトラブルでブレーキが利かなかった可能性は否定できず、踏み間違えの過失は認められない」と主張した。
2021年（令和3年）1月19日に開かれた第4回公判では、検察側の証人として事故解析を担当した捜査員（警視庁の交通事故解析研究員）が出廷し「被告人の車は事故現場手前から、事故現場へ向かうにつれて次第に加速していった」と証言した。また、第5回公判（同年2月1日）では事故の鑑定書を書いた捜査員（警視庁交通捜査課）が証人尋問で「事故車両のデータ記録にはアクセル・ブレーキの電気系統の故障記録は確認できなかった。また、事故で破損した箇所を復元するなどして走行させたところ、ブレーキは利いた。仮に電気系統に異常があったとしても、ブレーキペダルを踏めば減速できたはずだ」「事故車両は事故当時、現場直前で最もアクセルを強く踏み込んでいた」と証言した。
第7回公判（2021年4月27日）では被告人質問が行われ、被告人は「事故を起こした際、パニック状態になった」と述べた一方、アクセルを踏んでしまった可能性は否定し「ブレーキを踏んでいたのに、車は減速しないどころか更に加速した」と主張した。検察官および弁護人による被告人質問は同日に終了し、第8回公判（2021年6月21日）では妻子（A・B）を亡くした男性CやAの父親D（Bの祖父で、Cの義父）、そして事故で負傷した被害者の代理人弁護士3人がそれぞれ被害者参加制度を使って被告人質問を行った。Cは同日、被告人に対し「刑務所に入ってほしい」と訴えたほか、前回公判で飯塚自身が語った記憶違いや「ブレーキが効かなかった」という主張について「無理があると思わないのか」などと問いただしたが、被告人は電気系統のトラブルがあったとする趣旨の主張を繰り返した。また、Dは「自分の過ちを認めて欲しい」と訴え、負傷した被害者の代理人弁護士も「（事故は）誰の責任か」と質問したが、被告人は「責任はいろんな意味があるのでわかりません」と答えた。閉廷後、Cは記者会見で、自身の運転ミスを認めなかった被告人について「心から軽蔑した」と述べている。

#### 結審
第一審の審理は、2021年7月15日の公判で結審した。同日はまず、被害者遺族らの意見陳述が行われ、それぞれ被告人に厳罰を科すよう求めた。続く論告で、検察官は「車に不具合は認められず、事故原因は明らかに被告人の運転ミスによるものだ。弁護人の『車の電子制御が誤作動した』という主張は、（電子系統に異常を感知する複数の仕組みがあることなどから考えて）常識的に考えられない」と主張。その上で「被告人は不合理な弁解に終止し、被害者や遺族への真摯な謝罪をしておらず、酌量の余地はない」と訴え、過失運転致死傷罪の法定刑の上限となる禁錮7年を求刑した。
一方、被告人の弁護人は最終弁論で無罪を求め「事故の原因は踏み間違いではなく、電子系統の不具合が起きた可能性を排斥できない」と主張。また「被告人の『ブレーキを踏んでいた』という主張は信用できる」と訴えた上で、事故直後からマスコミ報道などによって「事故原因は踏み間違い」と断定的に報じられ、被告人が有罪のように扱われたり、匿名で数々の脅迫を受けたことを挙げ「苛烈な社会的制裁を受けた」と主張した。
最終意見陳述で、被告人は遺族のC・Dらに対する謝罪の言葉や「もう少し早く運転をやめていればよかった」といった反省の言葉を述べたが、アクセルとブレーキを踏み間違えたことについては「記憶にない」と否定した。

#### 禁錮5年が確定
判決公判は2021年9月2日14時から開かれ、東京地裁刑事第17部（下津健司裁判長）は被告人・飯塚幸三に対し禁錮5年の実刑判決を言い渡した。なお、訴訟費用は被告人の負担とされた。
東京地裁は「目撃者の『加害車両はブレーキランプが点灯していなかった』という証言は信用できる。車の記録からも、被告人が誤ってアクセルを踏み続けたことが認められる」と認定した上で、弁護人の「暴走は車の不具合によるもの」という主張も「（仮に不具合によって暴走に至ったとすれば）今回のような暴走は、多種多様な故障が偶然同時に発生しなければありえず、通常は考えがたい」として退けた。その上で、量刑理由について説明し、被害者らには何ら落ち度がなく、死亡した母娘の遺族や、負傷した被害者の処罰感情が峻烈であること、負傷した被害者の中には従前の日常生活を送れなくなった者がいることについても言及した上で「パニックに陥っていたとはいえ、ブレーキとアクセルの踏み間違いに気づかないまま車を加速させ続けた過失は重大である。被告人は謝罪の言葉を口にしているが、自らの過失を否定する態度に終始しており、深い反省の念は認められない」と指摘した。
一方、被告人にとって有利に考慮すべき事情として「任意保険により、負傷被害者5人への損害賠償が完了し、それ以外の被害者や遺族にも適正額の損害賠償がなされる見込みがあること」「被告人が高齢で、事故後に運転免許の取り消し処分を受けた点（後述）」を挙げた。また、弁護人が「事故後、被告人は厳しい社会的非難に晒され、脅迫状を届けられたり、自宅付近で街宣活動をされたりなどの苛烈な社会的制裁を加えられ、社会生活上の不利益を被った」と主張した点については「過度の社会的制裁を受けた点は、被告人が本件によって不利益を被った点として、有利に考慮すべき事情の一つと言えるが、その考慮の程度にも限度があり、厳しい社会的非難を受けること自体はやむを得ない面もある」との判断を示した。その上で「犯情の重さ（過失や結果の重大さ）からすれば、被告人にとって有利に考慮すべき事情を踏まえても、長期の実刑は免れない」と結論づけた。
判決宣告後、下津裁判長は被告人に対し「証拠上、過失は明白と判断した。裁判所の認定に納得できるなら、被害者や遺族に対し、自らの責任・過失を認めた上で真摯に謝罪してほしい」と説諭した。被告人・検察官とも控訴期限（2021年9月16日）までに東京高等裁判所へ控訴しなかったため、判決は17日付で確定した。
判決確定後、飯塚は東京地検からの呼び出しを受け、同年10月12日午後には同庁へ出頭し、同日中に東京拘置所へ収監された（刑の執行開始）。同日、飯塚は支援者を通じて「証拠や判決文を読み、暴走は自身によるブレーキとアクセルの踏み違いによるものと理解した」というコメントを出した。
前田恒彦は、この事故と同時期に三ノ宮駅前（兵庫県神戸市）で発生した市営バスの暴走死傷事故（後述）の加害者に言い渡された禁錮3年6月の実刑判決（求刑：禁錮5年）を例示した上で、飯塚に対する禁錮7年の求刑、および判決の禁錮5年という量刑はいずれも従来の量刑相場からやや踏み込んだものであると評している。

### 民事裁判
また、死亡した母娘2人の遺族（女性Aの夫であり、長女Bの父親である男性Cら）8名は、刑事裁判の初公判が開かれた2020年10月8日付で、本事故（過失運転致死傷事件）の被告人である飯塚幸三と、飯塚が加入していた自動車損害保険会社を相手取り、約1億7,000万円の損害賠償を求める訴訟を提起した。原告（遺族）側の弁護士である上谷さくらは、この訴訟の目的について「新型コロナウィルスの感染拡大や、被告人が起訴事実を否認している影響で裁判が長期化している。遺族は『早く真実を（飯塚の）口から聞きたい』と思っており、それを実現するためだ」と説明している。
第1回口頭弁論は2021年2月9日に東京地裁（鈴木秀雄裁判長）で開かれ、被告側は賠償責任に関しては大筋で認めた一方、慰謝料の金額については争う姿勢を見せ、原告側の請求を棄却するよう求めた。
飯塚側は、刑事罰が確定し収監される前に飯塚が謝罪のため遺族の元を訪れたい様子を見せたものの、幾日かの希望日時を予め指定したり、遺族側が来宅を要求してきたかのように裁判所に上申するなど逆に遺族に不快感を与え同意を得られない結果になった。2021年12月には国土交通省自動車局審査・リコール課の資料を示し「プリウスは暴走してブレーキが効かなくなった旨の報告が相次いでなされていた」旨や、警視庁の聴取結果報告書等に基づき車の修理担当の店は2016年以降、2度修理を行っていたことなどを説明した。
2023年10月27日、東京地裁は飯塚側に約1億4000万円の支払いを命じた。双方とも控訴せず、11月13日までにこの判決が確定した。飯塚に代わり、保険会社が全額を支払う。

## 被害者遺族の会見
死亡した母娘2人の遺族である男性Cは、2019年4月24日に記者会見を開き、まず事故現場の献花台に溢れるほどの花を手向けた人、亡くなった2人に寄り添い心を痛めた人の温かい心に感謝を述べた後「最愛の妻と娘を突然失い、ただ涙することしかできない」と絶望と苦しい心境を吐露した。2人の写真を公開した経緯については「今回の事故での（2人のような）被害者と私のような悲しむ遺族を今後絶対に出してはいけないとも思いました。そのために、私は（2人の）画像を公開することを決断しました」と説明した。
7月18日、遺族の男性Cが再度記者会見を開き、娘の動画を公開して「亡くなった愛する2人との日常がとても幸せでした。交通事故は誰かの日常や命を奪ってしまう」と強調した。更に「今後、被害者と遺族がいなくなるように、加害者（飯塚）には厳罰を望みます」と車の運転手に対して厳罰を求める署名運動を始めたことを公表した。遺族の男性はブログを開設し、署名活動の詳細や署名用紙を掲載。また、8月3日には娘とよく遊んだという南池袋公園で署名を募った。8月30日にも会見を開き、厳罰を求める署名が29万筆を超えたこと、署名活動を9月中旬まで続けることが発表された。最終的には39万1,136筆の署名が集まり、それらの署名は同年9月20日に東京地検交通部へ提出された。
11月12日、飯塚が書類送検されたことを受け、遺族の男性Cが記者会見を開いた。その際に飯塚が一部報道のインタビューに応じ「体力に自信はあったが、おごりもあった。安全な車を開発するようにメーカーの方に心がけて頂きたい」などと車の性能の改善が必要だと主張したことに対し「（あの限られた映像を見た感想を前提として）見た時は体が震え出し、怒りというよりはむなしくなってしまった。親族全員がつらく、中には憤りを感じる人もいた。この7カ月間、2人の死と2人がいなくなってしまった事を24時間ずっと向き合っている。私があのインタビューを見た限りでは、加害者は2人の死と向き合っているとは思えない」と苦言を呈した。
2021年1月19日の第4回公判後、Cは飯塚への民事訴訟を提起したことを発表した上で「今後は『関東交通犯罪遺族の会』（あいの会）の一員として、被害者参加制度を利用する犯罪被害者が、裁判に出廷する際などに特別休暇を取れるよう、厚生労働省にルール制定を求めたい」と表明し、同年2月には「あいの会」のメンバーとともに厚労省に要望書を提出した。また、Cは飯塚（被告人）への厳罰適用だけでなく、同種事故の再発防止のための提言として、高齢者の免許返納を促進するための施策（高齢者が車に頼らなくても生活できる社会構造の整備）や、車の技術向上などの必要性も訴えている。

## 誤解や過剰なバッシング

### 逮捕されなかったことと報道での呼称
警察が死傷事故を起こした運転者を現行犯逮捕しなかったことや、報道機関が「容疑者」ではなく「飯塚さん」の敬称や「飯塚（元）院長」の肩書きで呼称したことについて「警察やメディアが特別扱いしているのではないか」と批判の声が上がったことが報じられている。

加害者の飯塚が元官僚であったことからインターネットでは、飯塚について「『上級国民』だから逮捕されないのか」との書き込みが相次いで拡散され、本事故について同月21日に神戸市で発生した神戸市営バスによる交通死亡事故でバスの運転手が現行犯逮捕された事例と対比されている。捜査関係者は「逮捕しないのは、事故を起こした人物も負傷して入院しており、刑事訴訟規則で定められた逮捕の要件『逃亡や証拠隠滅の恐れがある場合』を満たさないため」「元官僚だったことは事故発生からしばらく経った後に判明したことで、ネット上の批判は当たらない」と説明している。
当時、被疑者である飯塚に「飯塚容疑者」の呼称を用いなかった理由を、読売新聞は事故当初「警視庁による事情聴取が行われておらず、刑事手続きに入っていない点を考慮して実名＋肩書呼称で報道したが、事故の重大性から敬称は使わなかった」としたが、同紙は運転手が警視庁から事情聴取を受けたことが判明した2019年5月17日夕刊から「容疑者」と呼称している。フジニュースネットワーク（FNN）は飯塚が書類送検された11月12日以降は「容疑者」の呼称に切り替えている。
朝日新聞・毎日新聞・東京新聞は実名＋敬称で報道したほか、日本経済新聞・産経新聞は匿名で報道した。また西日本新聞は2019年5月3日付朝刊で「逮捕前は敬称や肩書を付けるという明確なルールによるものだ」と説明している。
このような議論が生じたことについて、慶應義塾大学の大石裕教授は「男性（飯塚）が元官僚であったため『警察やマスコミなどがかばい合っている』という見方へと発展して批判が大きくなったのではないか」と述べたほか、立教大学の服部孝章名誉教授（メディア法）は「逮捕されていない段階で『容疑者』とは表現しにくく、肩書呼称にしたことは理解できるが、捜査の進展状況により容疑者呼称に切り替えることを検討しても良いだろう。あえて匿名で報道したり、現行犯同然の状態で敬称を使うことは違和感がある」と指摘した。また竹田稔弁護士（元東京高裁部総括判事）は「呼称は報道各社の判断だが、社会的地位を示す肩書呼称にすることで社会的関心を集め、高齢ドライバー問題への意識を高めるきっかけになる面はあるだろう」と推測している。作家の橘玲は「逮捕の要件である『逃亡や証拠隠滅の恐れがある場合』を満たさないならば逮捕する必要がない」という主張はいわゆる人権派弁護士が主張してきていたことだが、通常はそのような弁護士側の抗議は認められずに逮捕されるケースばかりであり、今回のように『逮捕は不要』と即断されたのは何かしらの忖度が働いたのではないか」と推測している。

### その他の誤解やデマ
加害者は事故から55分経過した後に息子に電話をしており、警察は「事故直後に息子に電話した」と発表していた。NPO法人World Open Heart理事長・阿部恭子は、これが報道された結果「息子に揉み消しを依頼したというデマに変わってしまいました」と指摘している。
また、ウィキペディア日本語版では事故の翌日に加害者の人物記事が新規作成され、記事内で事故について言及すべきかどうか、一時的に編集合戦と議論が巻き起こった。記事には事故について書かれず業績だけが残っていたことから、SNSでは「上級国民だから」「寄付をしたから」といった声があがった。このことは朝日新聞も取り上げ、ウィキペディアンでもある武蔵大学の北村紗衣准教授は、英語版での対応と比較した上で「日本語版は英語版などに比べてプライバシーの基準が非常に厳しい。今回も通常の判断と言える」と取材に答え、日本に事業支援組織がないため訴訟リスクを重視していると指摘している。

### 加害者や被害者の家族へのバッシング
加害者には脅迫状が届いたり、嫌がらせが行われるようになり、加害者家族も疲労した。また、被害者遺族もインターネットで誹謗中傷を受けたという。被害者遺族は2021年9月の実刑確定にあたり「加害者を必要以上に誹謗中傷し続けることや、上級国民だとか、逮捕されなかったことは本質的に大事なことではない」と交通事故削減などの本質から離れてしまうことを懸念し「みなさまに加害者にも被害者にも遺族にもなってほしくない。一緒に、交通事故を1つでもなくしていきたい」「被害者であっても加害者であっても誹謗中傷されない世の中になればいいなと思います」といった声明を発表している。
被害者遺族への誹謗中傷に関しては、2022年3月にSNS上で「遺族の活動は金目当て」などと投稿した愛知県丹羽郡扶桑町に住む22歳の男が、被害者遺族から相談を受けた警視庁捜査一課によって家宅捜索を受け、遺族を公然と侮辱したとして同年4月28日に書類送検されている。2023年1月13日、男は侮辱罪と「新宿か秋葉原でどーなるか覚えておけ」などと投稿した偽計業務妨害罪で東京地裁から拘留29日と懲役1年執行猶予5年の有罪判決を言い渡された。
2023年10月（民事裁判で東京地裁が飯塚側に支払いを命じた翌日）に、警視庁に電話で「おれは暴力団だけど、そのうち殺しに行くから」と被害者遺族に対する殺害予告を行った鳥取県に住む62歳の男（実際に暴力団組員だった経歴はない）が、11月に被害者遺族からの被害届を受理した警視庁の捜査を経て、2024年3月19日に脅迫の疑いで逮捕された。
2024年7月4日、警視庁捜査一課はSNS上で被害者遺族Cおよび一般社団法人「関東交通犯罪遺族の会（あいの会）」の代表理事を中傷する動画を投稿したとして福岡市在住の交通事故鑑定人で、一般社団法人「法科学解析研究所」の代表理事を務める57歳の男と埼玉県川口市在住の55歳の無職の男（交通事故被害者遺族で、かつてあいの会に加入していたことがあった）を侮辱および名誉毀損の容疑で書類送検した。同年11月12日、東京区検は法科学解析研究所の代表理事を名誉毀損と侮辱の罪で略式起訴した。東京簡裁は同日、罰金30万円の略式命令を出した。東京区検は同日、別の男性についても略式起訴した。
2024年9月にあいの会や被害者遺族Cが講演を予定していた松山市役所に対し、「辛いなら私がかわりに殺してあげようか」「イベントやる意味あるのか」などと脅迫するメールを送ったとして、警視庁少年事件課は脅迫と威力業務妨害の容疑で、横浜市に住む14歳の女子中学生を同年11月28日に東京地検に書類送検した。

## 本事故による影響

### 運転免許証自主返納の動き
本事故の発生以後、運転免許証の自主返納をする高齢者が増加したとする報道が複数なされ、2019年の運転免許自主返納数は60万1,022件、うち75歳以上の返納数は35万428件と、いずれも過去最多を更新した。また『産経新聞』は2020年10月に「各地の警察は高齢ドライバーの事故を防ぐため、運転免許証の返納を促す活動に力を入れている」と報道している。
なお東京都公安委員会は同年5月31日付で、飯塚について運転免許を取り消す行政処分の決定を出した。

### 法整備の動向
本事故を始めとした高齢ドライバーによる悲惨な交通事故が絶えないことを受け、日本国政府は一定の違反歴を有する75歳以上のドライバーに対し、運転免許更新時に運転技能検査（実車試験）を義務づける道路交通法改正案を国会に提出した。事故翌年の2020年（令和2年）6月2日、その改正案が衆議院本会議で可決・成立し、2022年（令和4年）5月13日より施行されている。この改正法では、衝突軽減ブレーキを搭載する「安全運転サポート車」（サポカー）以外運転できない限定免許も創設されることとなった。

## 裁判文献
- 東京地方裁判所刑事第17部判決 2021年（令和3年）9月2日 『TKCローライブラリー』（LEX／DBインターネット） 文献番号：25591292、令和2年特(わ)第203号、『過失運転致死傷被告事件』。
  - 主文：被告人を禁錮5年に処する。訴訟費用は被告人の負担とする。
  - 裁判官：下津健司（裁判長）、兒島光夫、松下健治
  - 被告人：飯塚幸三
    - 検察官（公判出席）：鈴木久美子・北村晃大
    - 私選弁護人（公判出席）：久保俊之（主任弁護人）・藤田吉

- 東京地方裁判所民事第27部「令和2年(ワ)第25469号損害賠償請求事件」『民事第一審訴訟事件記録』、東京地方裁判所民事訟廷事務室（保管終期令和10年11月10日）、2021年。
  - 裁判官：平山馨（裁判長）、伊東智和、佐藤康行
  - 原告 A, Dほか7名（代理人高橋正人ほか）
  - 被告 飯塚幸三、被告 あいおいニッセイ同和損害保険（代理人坂東司朗ほか）
  - 結果：東京地方裁判所令和3年10月27日判決

## 関連文献
- 青木正典 (2019年4月22日). “池袋暴走「逮捕されない」本当の理由とは 弁護士が指摘する「あえてしない」可能性”. J-CASTニュース. ジェイ・キャスト. 2021年12月31日(UTC)閲覧。
- 柿崎誠 (2021年12月25日). “SNS中傷で量刑軽く 矛先は遺族にまで…「こんなこと望んでいない」池袋暴走事故が示した矛盾”. 毎日新聞 powered by LINE NEWS. LINE. 2021年12月31日(UTC)閲覧。
- 戸舘圭之 (2021年7月20日). “軽すぎる？池袋暴走事故｢禁錮7年求刑｣の妥当性 自動車による死傷事故の法的な考え方を解説”. 東洋経済ONLINE. 東洋経済新報社 2021年12月31日(UTC)閲覧。
- 松川沙紀 (2021年12月31日). “｢一瞬の出来事なのに苦しみは一生続く｣　池袋暴走事故 遺族が語る思い｢交通事故をなくしたい｣”. FNNプライムオンライン. フジニュースネットワーク. 2021年12月31日(UTC)閲覧。
- 松嶋祐子「犯罪事件報道におけるメディア・フレーミングについて ― 交通事犯を取り上げて」『専修人間科学論集 心理学篇』第11号、2021年3月、1-9頁。